# Saison 2019-2020 de l'AC Ajaccio
Dernière mise à jour : 29 août 2017.
Chronologie
Saison précédente Saison suivante
La saison 2019-2020 de l'AC Ajaccio, club de football français, voit le club évoluer en championnat de France de football de Ligue 2.
À la suite de la Pandémie de Covid-19, le championnat de Ligue 2 est suspendu le 13 mars 2020.
Il est par la suite arrêté le 30 avril 2020 par la Ligue de Football Professionnel.

## Transferts

### Transferts estivaux
| Nom              | Nationalité  | Poste     | Transfert      | Provenance/Destination | Division                  |
| ---------------- | ------------ | --------- | -------------- | ---------------------- | ------------------------- |
| Arrivées         |              |           |                |                        |                           |
| Matthieu Huard   | France       | Défenseur | Fin de contrat | Stade Rennais          | Ligue 1                   |
| Gaël Andonian    | France       | Défenseur | Fin de contrat | Olympique de Marseille | Ligue 1                   |
| Cyrille Bayala   | Burkina Faso | Milieu    | Prêt           | RC Lens                | Ligue 2                   |
| Gaëtan Courtet   | France       | Attaquant | Prêt           | FC Lorient             | Ligue 2                   |
| Gédéon Kalulu    | France       | Défenseur | Transfert      | Olympique lyonnais     | Ligue 1                   |
| Abdoulaye Keita  | Mali         | Milieu    | Transfert      | Olympiakos Le Pirée    | Superleague Elláda        |
| Hugo Cuypers     | Belgique     | Attaquant | Prêt           | Olympiakos Le Pirée    | Superleague Elláda        |
| Alexis Flips     | France       | Attaquant | Prêt           | LOSC Lille             | Ligue 1                   |
| Ablie Jallow     | Gambie       | Milieu    | Prêt           | FC Metz                | Ligue 1                   |
| Clench Loufilou  | Gabon        | Milieu    | Transfert      | AS Mangasport          | Gabon Oil national-foot 1 |
| Départs          |              |           |                |                        |                           |
| Clément Michelin | France       | Défenseur | Retour de prêt | Toulouse FC            | Ligue 1                   |
| Manuel Cabit     | France       | Défenseur | Fin de contrat | FC Metz                | Ligue 1                   |
| Anthony Marin    | France       | Défenseur | Transfert      | US Endoume             | National 2                |
| Naoto Sawai      | Japon        | Défenseur | Retour de prêt | Tokyo Verdy            | J. League 2               |
| Yann Boé-Kane    | France       | Milieu    | Fin de contrat | Le Mans FC             | Ligue 2                   |
| Alliou Dembélé   | France       | Milieu    | Fin de contrat | Stade lavallois        | National                  |
| Ghislain Gimbert | France       | Attaquant | Fin de contrat | Ümraniyespor           | 1.Lig                     |
| Riad Nouri       | Algérie      | Milieu    | Fin de contrat | Ümraniyespor           | 1.Lig                     |
| Jérôme Hergault  | France       | Défenseur | Transfert      | FC Lorient             | Ligue 2                   |
| Caleb Zady Sery  | France       | Attaquant | Transfert      | SM Caen                | Ligue 2                   |

### Transferts hivernaux
| Nom            | Nationalité | Poste     | Transfert | Provenance/Destination | Division |
| -------------- | ----------- | --------- | --------- | ---------------------- | -------- |
| Arrivées       |             |           |           |                        |          |
| Départs        |             |           |           |                        |          |
| Jérémy Choplin | France      | Défenseur | Transfert | Le Mans FC             | Ligue 2  |

## Effectif
Le tableau liste l'effectif professionnel de l'AC Ajaccio pour la saison 2019-2020.

## Compétitions

### Ligue 2

#### Résultats
| Journée    | Date     | Horaire | Domicile               | Résultat | Extérieur              | Buteurs AC Ajaccio            | Buteurs adverse                  |
| ---------- | -------- | ------- | ---------------------- | -------- | ---------------------- | ----------------------------- | -------------------------------- |
| Journée 1  | 26/07/19 | 20h00   | AC Ajaccio             | 2 - 2    | Havre AC               | Courtet                       | Kadewere                         |
| Journée 2  | 02/08/19 | 20h00   | Grenoble Foot 38       | 0 - 1    | AC Ajaccio             | El Idrissy                    | -                                |
| Journée 3  | 09/08/19 | 20h00   | AC Ajaccio             | 1 - 2    | SM Caen                | Courtet                       | Deminguet · Sankoh               |
| Journée 4  | 16/08/19 | 20h00   | LB Châteauroux         | 0 - 1    | AC Ajaccio             | Courtet                       | -                                |
| Journée 5  | 23/08/19 | 20h00   | AC Ajaccio             | 1 - 0    | Paris FC               | Choplin                       | -                                |
| Journée 6  | 30/08/19 | 20h00   | AJ Auxerre             | 3 - 1    | AC Ajaccio             | Coutadeur                     | Dugimont (pen.) · Sakhi · Sorgić |
| Journée 7  | 13/09/19 | 20h00   | AC Ajaccio             | 0 - 0    | US Orléans             |                               |                                  |
| Journée 8  | 20/09/19 | 20h00   | Le Mans FC             | 2 - 4    | AC Ajaccio             | Coutadeur · Tramoni · Cuypers | Diarra                           |
| Journée 9  | 27/09/19 | 20h00   | AC Ajaccio             | 2 - 0    | Valenciennes FC        | Cuypers                       |                                  |
| Journée 10 | 04/10/19 | 20h00   | FC Lorient             | 0 - 0    | AC Ajaccio             |                               |                                  |
| Journée 11 | 18/10/19 | 20h00   | AC Ajaccio             | 0 - 0    | AS Nancy-Lorraine      |                               |                                  |
| Journée 12 | 25/10/19 | 20h00   | FC Sochaux-Montbéliard | 0 - 2    | AC Ajaccio             | Tramoni · Bayala (pen.)       |                                  |
| Journée 13 | 01/11/19 | 20h00   | AC Ajaccio             | 1 - 0    | Rodez AF               | Laçi                          |                                  |
| Journée 14 | 09/11/19 | 14h45   | EA Guingamp            | 1 - 1    | AC Ajaccio             | Bayala                        | Roux                             |
| Journée 15 | 22/11/19 | 20h00   | AC Ajaccio             | 1 - 1    | Clermont Foot 63       | Choplin                       | Grbić                            |
| Journée 16 | 29/11/19 | 20h00   | FC Chambly Oise        | 0 - 2    | AC Ajaccio             | Kalulu · El Idrissy           |                                  |
| Journée 17 | 03/12/19 | 21h05   | Chamois niortais FC    | 0 - 1    | AC Ajaccio             | Choplin                       |                                  |
| Journée 18 | 14/11/19 | 16h00   | AC Ajaccio             | 1 - 2    | RC Lens                | Laçi                          | Sotoca                           |
| Journée 19 | 21/12/19 | 16h00   | ESTAC Troyes           | 2 - 1    | AC Ajaccio             | Courtet                       | Kouyaté · Tardieu (pen.)         |
| Journée 20 | 10/01/20 | 20h00   | AC Ajaccio             | 3 - 1    | Grenoble Foot 38       | Courtet · El Idrissy          | Bayala (csc)                     |
| Journée 21 | 24/01/20 | 20h00   | SM Caen                | 0 - 1    | AC Ajaccio             | Youssouf                      |                                  |
| Journée 22 | 31/01/20 | 20h00   | AC Ajaccio             | 0 - 1    | LB Châteauroux         |                               | Alhadhur                         |
| Journée 23 | 04/02/20 | 21h05   | Paris FC               | 2 - 3    | AC Ajaccio             | El Idrissy · Laçi · Jallow    | Ménez (pen.)                     |
| Journée 24 | 07/02/20 | 20h00   | AC Ajaccio             | 2 - 3    | AJ Auxerre             | El Idrissy · Coeff (csc)      | Sakhi · Le Bihan                 |
| Journée 25 | 14/02/20 | 20h00   | US Orléans             | 0 - 3    | AC Ajaccio             | Courtet · Cuypers             |                                  |
| Journée 26 | 21/02/20 | 20h00   | AC Ajaccio             | 2 - 0    | Le Mans FC             | Bayala · Coutadeur            |                                  |
| Journée 27 | 28/02/20 | 20h00   | Valenciennes FC        | 0 - 0    | AC Ajaccio             |                               |                                  |
| Journée 28 | 07/03/20 | 15h00   | AC Ajaccio             | 1 - 0    | FC Lorient             | Bayala                        |                                  |
| Journée 29 | 13/03/20 | -       | AS Nancy-Lorraine      | -        | AC Ajaccio             |                               |                                  |
| Journée 30 | 20/03/20 | -       | AC Ajaccio             | -        | FC Sochaux-Montbéliard |                               |                                  |
| Journée 31 | 03/04/20 | -       | Rodez AF               | -        | AC Ajaccio             |                               |                                  |
| Journée 32 | 10/04/20 | -       | AC Ajaccio             | -        | EA Guingamp            |                               |                                  |
| Journée 33 | 17/04/20 | -       | Clermont Foot 63       | -        | AC Ajaccio             |                               |                                  |
| Journée 34 | 21/04/20 | -       | AC Ajaccio             | -        | FC Chambly Oise        |                               |                                  |
| Journée 35 | 24/04/20 | -       | AC Ajaccio             | -        | Chamois niortais FC    |                               |                                  |
| Journée 36 | 01/05/20 | -       | RC Lens                | -        | AC Ajaccio             |                               |                                  |
| Journée 37 | 08/05/20 | -       | AC Ajaccio             | -        | ESTAC Troyes           |                               |                                  |
| Journée 38 | 15/05/20 | -       | Havre AC               | -        | AC Ajaccio             |                               |                                  |

#### Classement
Extrait du classement de Ligue 2 2019-2020
| Rang | Équipe            | Pts | J  | G  | N | P | Bp | Bc | Diff | Qualification ou relégation |
| ---- | ----------------- | --- | -- | -- | - | - | -- | -- | ---- | --------------------------- |
| 1    | FC Lorient (C, P) | 54  | 28 | 17 | 3 | 8 | 45 | 25 | +20  | Promotion en Ligue 1        |
| 2    | RC Lens (P)       | 53  | 28 | 15 | 8 | 5 | 39 | 24 | +15  | Promotion en Ligue 1        |
| 3    | AC Ajaccio        | 52  | 28 | 15 | 7 | 6 | 38 | 22 | +16  |                             |
| 4    | ESTAC Troyes      | 51  | 28 | 16 | 3 | 9 | 34 | 25 | +9   |                             |
| 5    | Clermont Foot 63  | 50  | 28 | 14 | 8 | 6 | 35 | 25 | +10  |                             |

### Coupe de France

#### Résultats
| Tour    | Date       | Horaire | Domicile       | Résultat | Extérieur  | Buteurs AC Ajaccio | Buteurs adverse                |
| ------- | ---------- | ------- | -------------- | -------- | ---------- | ------------------ | ------------------------------ |
| 7e tour | 16/11/2019 | 14h00   | US Saint-Flour | 3 - 1    | AC Ajaccio | Cavalli            | Coutarel · Jusserandot · Raoul |

### Coupe de la Ligue

#### Résultats
| Journée  | Date       | Horaire | Domicile          | Résultat | Extérieur       | Buteurs AC Ajaccio                | Buteurs adverse |
| -------- | ---------- | ------- | ----------------- | -------- | --------------- | --------------------------------- | --------------- |
| 1er tour | 13/09/2019 | 20h00   | AC Ajaccio        | 4 - 1    | Valenciennes FC | Laçi · Tramoni · Mendes · Lejeune | Ntim            |
| 2e tour  | 27/08/09   | 18h45   | AS Nancy-Lorraine | 1 - 0    | AC Ajaccio      |                                   | Dembélé         |